# NGC 3464
NGC 3464 é uma galáxia espiral barrada (SBc) localizada na direcção da constelação de Hydra. Possui uma declinação de -21° 03' 59" e uma ascensão recta de 10 horas, 54 minutos e 39,8 segundos.
A galáxia NGC 3464 foi descoberta em 1886 por Ormond Stone.